# Jumafloden
Jumafloden eller Juma He (拒马河) är en flod i Kina. Det ligger i den nordöstra delen av landet, 90 km väster om huvudstaden Peking. Jumafloden rinner upp i Taihangbergen och flyter mot sydost på sydvästra sidan om Peking.
Ett kallt stäppklimat råder i trakten. Årsmedeltemperaturen i trakten är 12 °C. Den varmaste månaden är juli, då medeltemperaturen är 24 °C, och den kallaste är januari, med −3 °C. Genomsnittlig årsnederbörd är 656 millimeter. Den regnigaste månaden är juli, med i genomsnitt 183 mm nederbörd, och den torraste är januari, med 2 mm nederbörd.